# Episodi di Sulle tracce del crimine (quinta stagione)
| nº | Titolo originale        | Titolo italiano                  | Prima TV Francia | Prima TV Italia   |
| -- | ----------------------- | -------------------------------- | ---------------- | ----------------- |
| 1  | Roman noir 1/2          | Un amore malato (prima parte)    | 10 marzo 2011    | 8 agosto 2013     |
| 2  | Roman noir 2/2          | Un amore malato (seconda parte)  | 10 marzo 2011    | 8 agosto 2013     |
| 3  | Dernier acte            | L'ultimo spettacolo              | 17 marzo 2011    | 15 agosto 2013    |
| 4  | Mauvaise rencontre      | Fatalità                         | 17 marzo 2011    | 15 agosto 2013    |
| 5  | Sauveteurs              | Soccorritori                     | 24 marzo 2011    | 22 agosto 2013    |
| 6  | Pas de deux             | Passo a due                      | 24 marzo 2011    | 22 agosto 2013    |
| 7  | Hors-jeu                | Tornare a vedere                 | 31 marzo 2011    | 29 agosto 2013    |
| 8  | Crève-cœur              | Vendetta personale               | 31 marzo 2011    | 29 agosto 2013    |
| 9  | Rescapé                 | Il bambino muto                  | 7 aprile 2011    | 12 settembre 2013 |
| 10 | Sortie de piste         | Lo scambio                       | 7 aprile 2011    | 12 settembre 2013 |
| 11 | Cœur de pierre          | Cuore di pietra                  | 14 aprile 2011   | 3 febbraio 2015   |
| 12 | Accident de parcours    | Incidente di percorso            | 14 aprile 2011   | 28 giugno 2015    |
| 13 | Une place au soleil 1/2 | Un posto al sole (prima parte)   | 21 aprile 2011   | 4 febbraio 2015   |
| 14 | Une place au soleil 2/2 | Un posto al sole (seconda parte) | 21 aprile 2011   | 5 febbraio 2015   |